# Piazza Vosstanija
La Piazza Vosstanija (fino al 1918 - Znamenskaya) o Piazza dell'insurrezione è una delle piazze centrali di San Pietroburgo ed è situata all'incrocio tra la prospettiva Nevskij e Ligovskij.
Sulla piazza sono situati la stazione Moskovskij, l'Hotel Oktjabr'skaja e l'ingresso della stazione della metropolitana Ploščad' Vosstanija. Al centro si trova l'obelisco alla città-eroina di Leningrado.

## Toponomastica
Fino al 1918, la piazza era chiamata Znamenskaja come associazione al nome della chiesa Znamenskaja, situata qui fino alla fine degli anni trenta del novecento. Nel 1845, il nome fu ufficializzato quando fu costruita la stazione Nikolaevskij.
Il 17 novembre 1918, dopo gli eventi e le manifestazioni su larga scala della Rivoluzione di febbraio del 1917, fu ribattezzata Piazza dell'Insurrezione.
Nel 1955, fu aperto l'ingresso della stazione metropolitana sulla piazza, che era anche chiamata appunto "Ploščad' Vosstanija". All'interno dell'edificio, sui bassorilievi in bronzo, sono rappresentati gli eventi di febbraio e ottobre del 1917.

## Storia

### Periodo imperiale
Il primo edificio situato sul sito della piazza moderna fu la chiesa Znamenskaja, costruita in legno per ordine di Elisabetta di Russia nel 1765 all'incrocio tra la prospettiva Nevskij e il canale Ligovskij. Nel 1794, secondo il progetto dell'architetto Fëdor Demercov, fu posta una nuova chiesa in pietra e nel 1804 la chiesa Znamenskaja fu completata con tre parti di nuova costruzione. La navata principale fu consacrata nel nome dell'ingresso del Signore a Gerusalemme, le cappelle laterali nel nome di San Nicola Taumaturgo e nel segno della Madre di Dio.
La piazza stessa fu creata nel 1840 secondo il progetto dell'architetto Nikolaj Efimov in connessione con la costruzione della ferrovia San Pietroburgo - Mosca. Tra il 1844-1851, su progetto di Konstantin Andreevič Thon, fu costruito l'edificio della stazione ferroviaria di Nikolaev (oggi Moskovskij Vokzal).
Tra il 1845 e il 1857, su progetto dell'architetto Aleksandr Gemilian, fu costruito l'hotel Znamenskaja di quattro piani, che in seguito fu chiamato "Severnoj", "Bolšoj Severnoj", e dopo la rivoluzione divenne "Oktjabr'skoj". L'edificio è stato ricostruito più volte nel corso della sua storia.
Nel 1870, accanto alla chiesa Znamenskaja, secondo il progetto dell'architetto e ingegnere Dorimedont Sokolov, fu costruita una casa pubblica (Ligovskij Prospekt, dom 39).
Il 23 maggio 1909 al centro della piazza fu inaugurato un monumento equestre all'imperatore Alessandro III di Russia realizzata dallo scultore Paolo Troubetzkoy e dall'architetto Fëdor Šechtel.

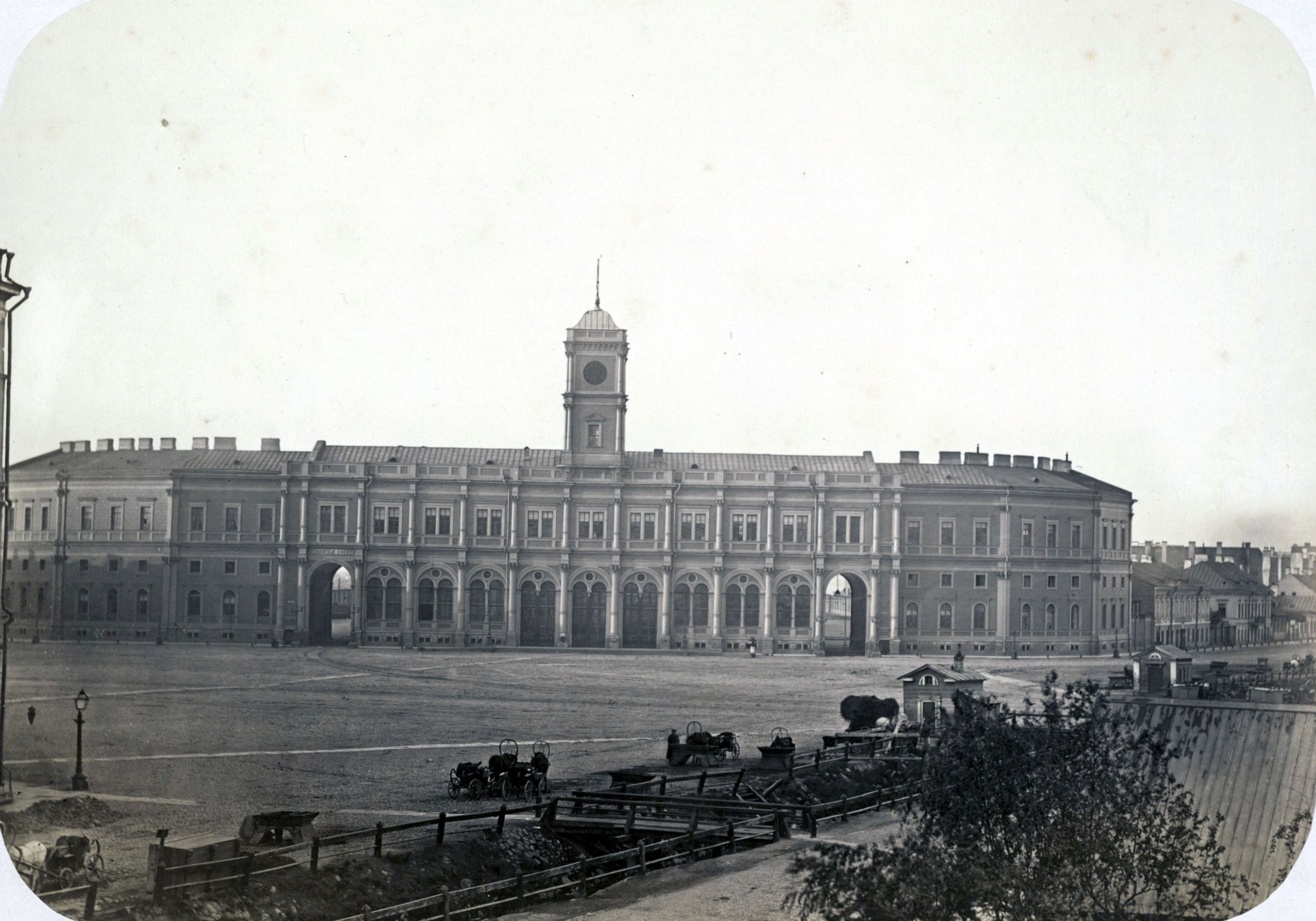
La piazza nel 1860.
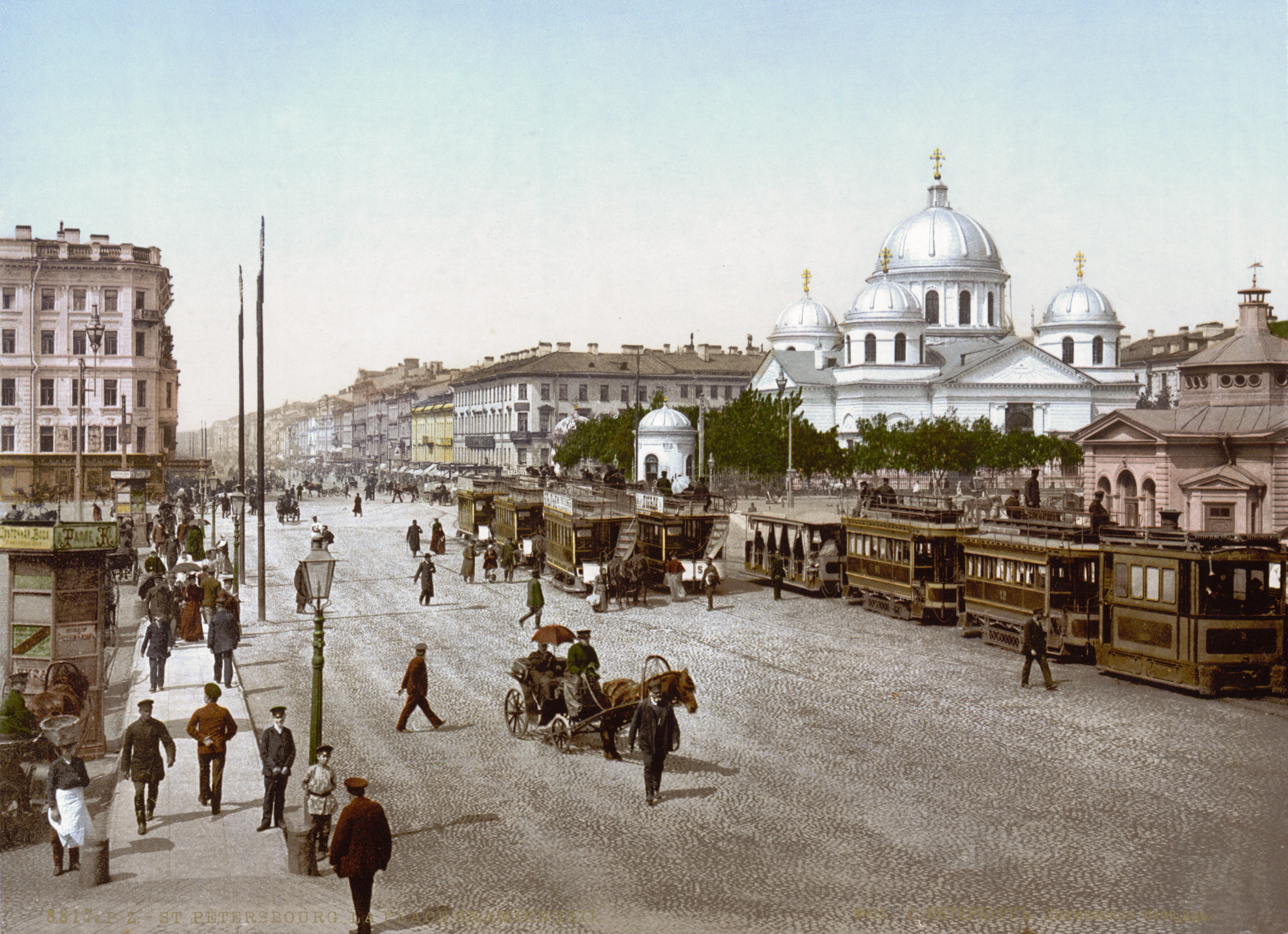
La piazza tra la fine del XIX secolo e l'inizio del XX secolo.
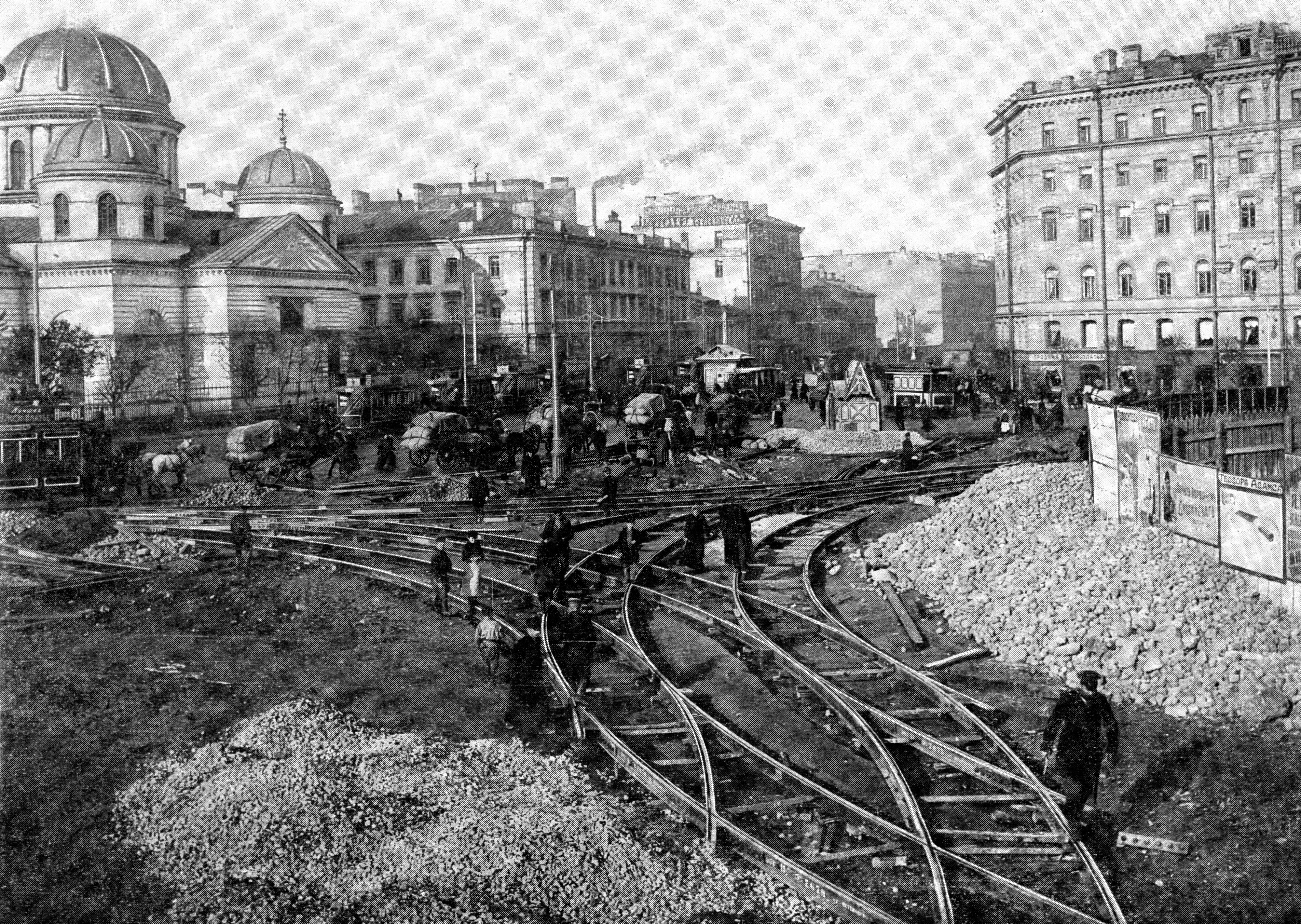
Costruzione della tramvia, 1906.
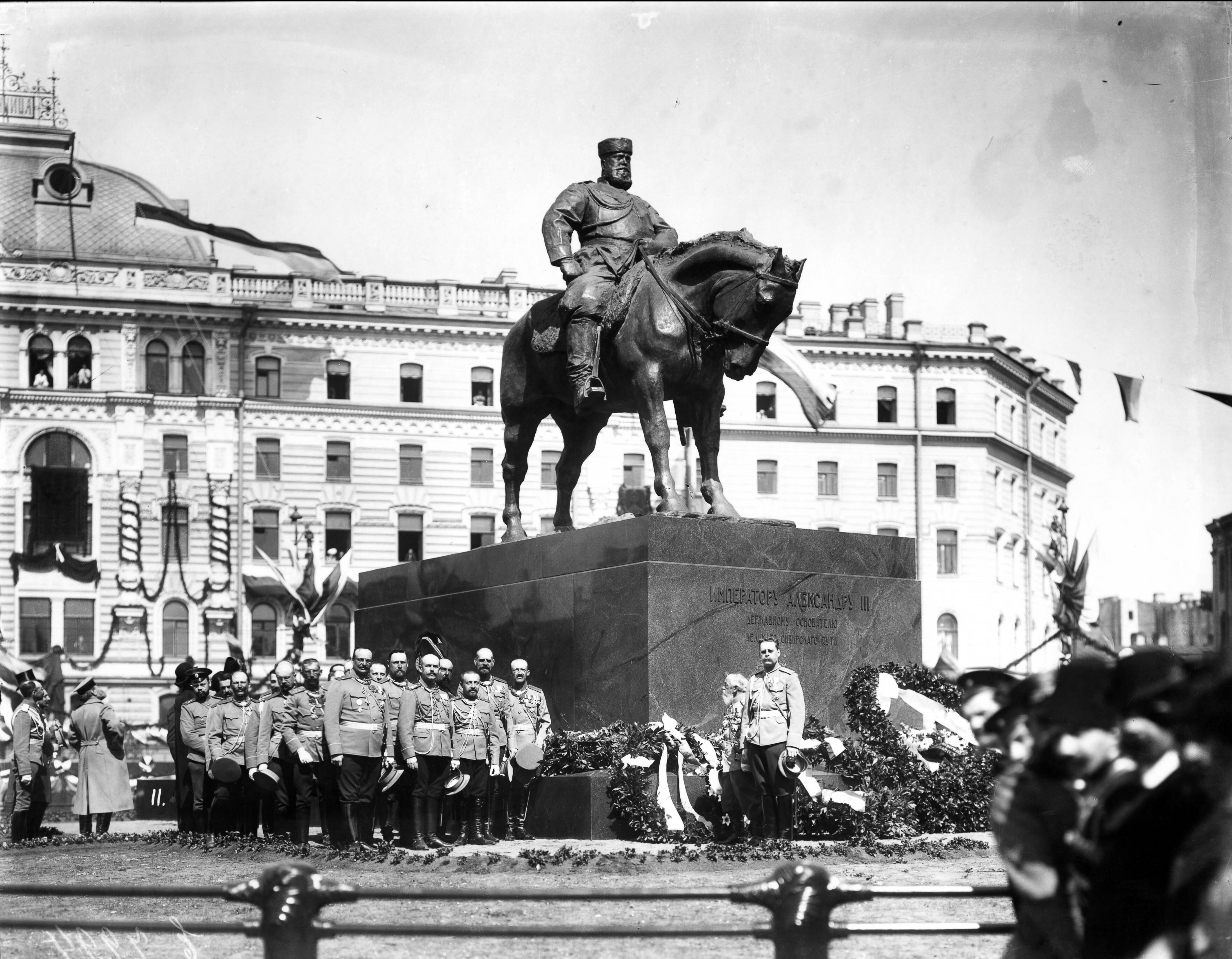
Inaugurazione del monumento ad Alessandro III di Russia, 23 maggio 1909.

### Periodo sovietico
Nel 1922, un'iscrizione con alcune poesie del poeta Dem'jan Bednyj fu scolpita su un piedistallo di granito:
(Dem'jan Bednyj)

Nell'ottobre 1937, il monumento fu smantellato e trasportato nel cortile del Palazzo di Marmo. 

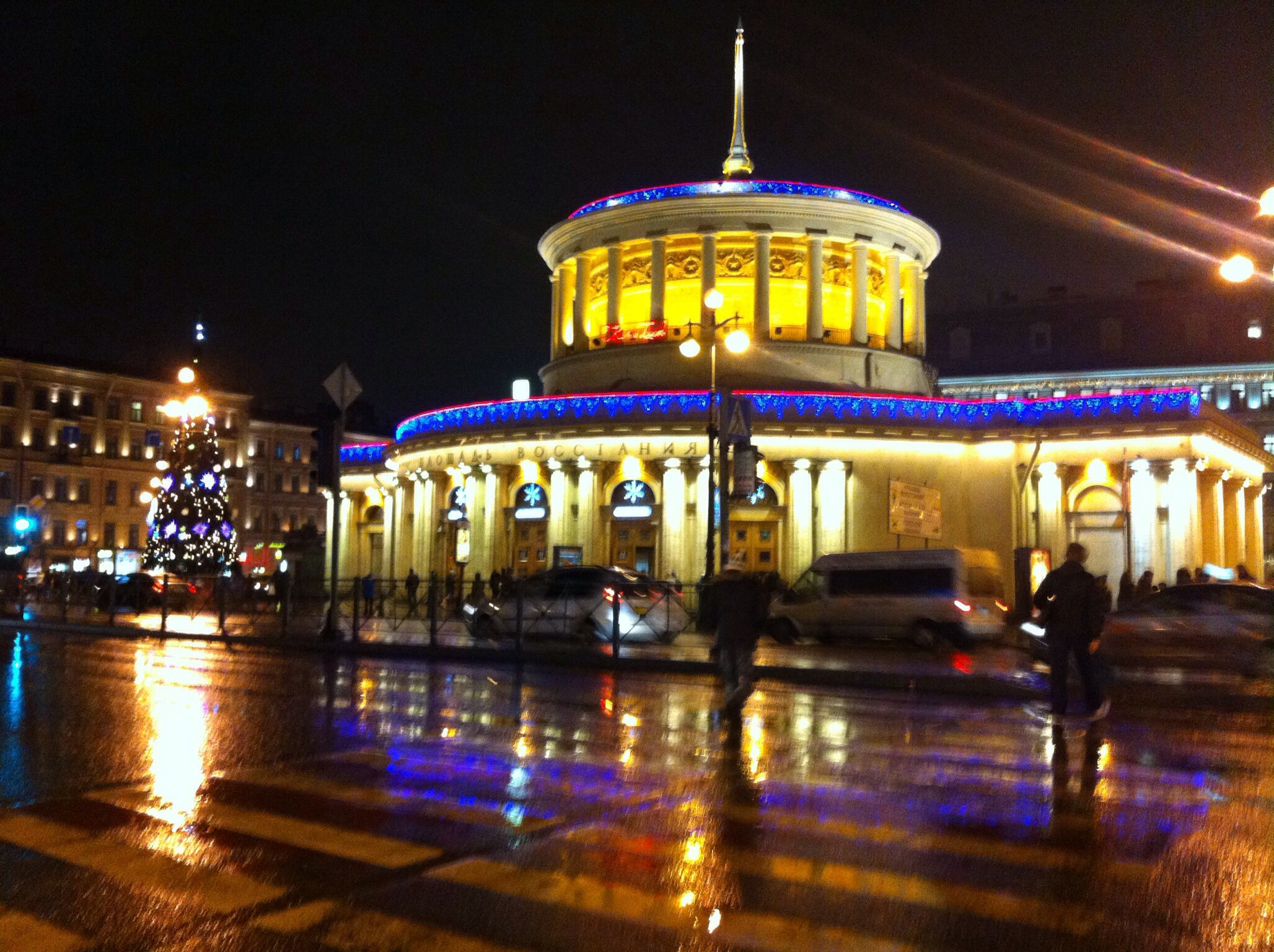
Padiglione della stazione della metropolitana Ploščad' Vosstanija.

Negli anni trenta, sotto la piazza iniziarono i lavori di costruzione della prima parte della metropolitana di Leningrado, e la chiesa e gli edifici circostanti furono smantellati. A causa dello scoppio della seconda guerra mondiale, la costruzione della metropolitana fu temporaneamente sospesa.
Nell'agosto 1941 furono costruite potenti fortificazioni antincendio a lungo termine sulla piazza.
Durante l'assedio di Leningrado, dalla stazione Moskovskij partivano verso est i treni con i bambini evacuati, con oggetti di valore museale e le attrezzature di fabbrica. L'ultimo treno a lunga percorrenza partì dal binario della Moskovskij il 29 agosto 1941.
Nonostante il blocco, la stazione continuò a funzionare e l'equipaggiamento militare fu inviato verso la prima linea di difesa, che passava vicino al confine della città. La Piazza divenne una testa di ponte militare.
Il 10 novembre 1943 fu ripreso il traffico dei treni passeggeri, i lavori di restauro iniziarono sulla piazza e nel 1944 furono smantellati i fortini . Nel 1945, i cittadini di Leningrado accolsero i soldati vittoriosi alla stazione Moskovskij.
Nel 1953 fu completata la ricostruzione della piazza e fu creata una piazzetta frontale, al centro della quale venne posta una pietra con scritto: 
Nel 1955 fu aperto il padiglione monumentale della prima stazione della metropolitana di Leningrado.
La stazione fu chiamata Ploščad' Vosstanija (architetti Boris Žuravlev, Igor' Fomin , V. V. Gankevič).
L'8 maggio 1965 fu emanato un decreto del Presidium del Soviet supremo dell'URSS secondo il quale dovevano essere eretti nelle città eroine degli obelischi che confermavano questo alto rango. Il titolo di "città eroina" era stato assegnato a Leningrado nel 1945. Nel 1983, il team creativo di autori ha iniziato a sviluppare opzioni compositive e il progetto finale.

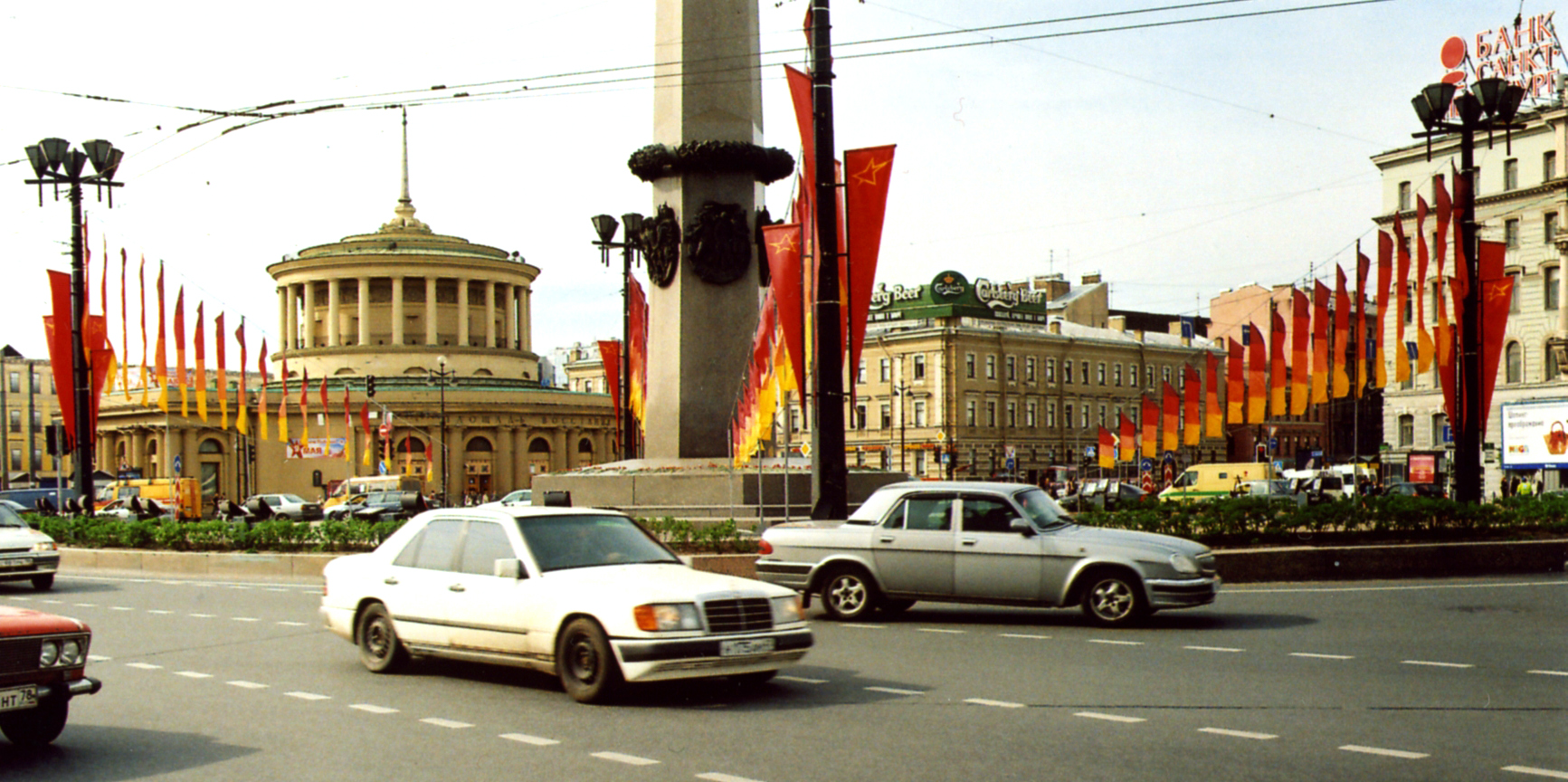
La Piazza con l'obelisco durante il Giorno della vittoria del 2008.

Nel 1985, in occasione del quarantesimo anniversario della Vittoria nella Grande Guerra Patriottica, fu installato nella piazza l'obelisco alla città-eroina di Leningrado su progetto degli architetti Vladimir Luk'janov e A. I. Alymova.
Durante la costruzione del monumento, gli specialisti dell'Istituto di Design di Leningrado M. V. Ivanov e B. N. Brudno effettuarono calcoli che permisero, per la prima volta dopo l'installazione della Colonna di Alessandro, di posizionare un blocco monolitico di 360 tonnellate. La base del tronco a cinque lati è decorata con una corona di bronzo e con altorilievi raffiguranti gli eventi degli anni della guerra. La stella d'oro, montata a 35 m di altezza, fa eco alla barca d'oro presente sulla guglia dell'Ammiragliato, a simboleggiare la connessione degli eventi eroici.
La solenne cerimonia di apertura del monumento si è svolta l'8 maggio 1985, con parate di soldati, guardie d'onore e stendardi delle unità militari che si distinsero nelle battaglie della seconda guerra mondiale.

## Prospettive future
Alla mostra dei progetti di investimento, che si è svolta a Lenexpo insieme al Forum economico nel 2007, è stato presentato un progetto per la ricostruzione di Piazza Vosstanija. I lavori avrebbero dovuto iniziare a metà 2009, quando tutta la documentazione del progetto doveva essere pronta entro il 2012-2013.
La parte architettonica commissionata da Aditum è stata sviluppata da Sergei Tchoban e Evgenij Gerasimov. Nel 2008, il governo della città discusse con un potenziale investitore, il cui nome non fu reso noto. Il costo del lavoro è stato stimato tra i 500 milioni e 1 miliardo $. Sotto l'area, doveva essere costruito un complesso commerciale su tre livelli con una superficie di circa 82.000 m²: i passaggi pedonali e le strutture commerciali avrebbero occupato i due livelli superiori e il parcheggio sotterraneo per 632 auto sarebbe stato situato al piano inferiore. Pertanto, la profondità del complesso avrebbe dovuto essere di circa 23 metri, ma con la possibilità di approfondirlo di altri due livelli per aumentare la capacità di parcheggio fino a 1200 auto. Il complesso avrebbe dovuto occupare lo spazio sotterraneo non solo sotto la piazza stessa, ma anche sotto la Prospettiva Ligovskij fino alla seconda Sovestkaja ulica . Inoltre, il governo della città, rappresentato dal vice governatore Aleksandr Vachmistrov suggerì all'investitore di costruire un tunnel per le auto lungo la Prospettiva Ligovskij. Per le 200.000 persone che attraversavano la piazza ogni giorno, era prevista la costruzione di due passaggi pedonali sotterranei dall'Hotel Oktjabr'skaja, uno dalla stazione Moskovskij, due dalle uscite delle stazioni della metropolitana Ploščad' Vosstanija e Ligovskij prospekt e uno dalla futura stazione Znamenskaja, la cui apertura è prevista nel 2020. Pertanto, si prevedeva di aumentare la capacità di traffico dell'intersezione del 20%, il che avrebbe aumentato il carico di trasporto sui ponti e richiesto nuove proposte di progettazione.
È probabile che, nel caso del progetto, cambierà anche l'aspetto dell'area che è stata formata negli anni ottanta.